# Битва при Ташкенте (1586)
Битва при Ташкенте — поход казахского хана Тауекеля на Бухарское ханство в 1586 году. По версии казахского историка Атыгаева казахи заняли некоторые Присырдарьинские города, по версии других историков М.Абусеитовой, Картова и Абуова поход окончился неудачей.

## Предыстория
В 1580 году в борьбе против родственника бухарского хана Абдулла-хана II шибанида Баба-султана, казахские чингизиды Шигай-хан и его сын Тауекель выступили союзниками Абдулла-хана II, который отвез молодого Тауекеля в Бухару, где его обучали военному искусству.
7 августа 1582 года Тауекель принес голову Бабы Султана Абдаллахану и был щедро вознагражден. Его повысили в армии Абдуллы-хана, дали деньги и богатые одежды и даже предоставили вилайет Афаринкент недалеко от Самарканда в качестве его феода. Абдулла-хан II ясно дал понять, что он считает молодого человека и его сторонников-казахов своими вассалами.
В 1583 году во время совместного похода на Фергану отношения между Абдулла-ханом и Тауекелем испортились. В мае 1583 года Тауекель участвовал в битве на стороне Абдулла-хана II и  захватил его родственника Мехди Султана, вместе с сыном Бабы Султана, Абд аль-Гаффаром и предал их обоих смерти. Тауекел думал, что будет вознагражден, когда принесет Абдулла-хану их головы, как он был вознагражден, когда принес голову Бабы Султана. Но Абдаллах был крайне недоволен. Если Баба Султан был убит в прямом бою, но на этот раз Тауекель казнил двух пленных. Тауекель не получил похвалы и отправился в кипчакские степи, чтобы ждать возможности отомстить.
Точное время восшествия Тауекеля на трон Казахского ханства не известно, возможно около 1583 года. По словам Искандера Мунши, он «присвоил себе титул хана"

## Поход
В 1586 году Тауекель начал борьбу за контроль над городами в районе Сырдарьи. Воспользовавшись тем, что основные силы Абдуллы-хана были сосредоточены на юге, он попытался захватить Ташкент. Тауекель атаковал северные территории Мавераннахра, угрожая ключевым центрам, таким как Туркестан, Ташкент и даже Самарканд. Торопливо собранное ташкентское ополчение не смогло оказать серьёзного сопротивления и было быстро разгромлено кочевниками. Сражение между армиями произошло в Шарабхане, расположенном в ташкентском уезде. Казахские воины были плохо вооружены: «шубы и войлочные накидки служили им доспехами и кирасами». Уверенные в своём превосходстве, ташкентские силы безрассудно пошли в наступление на степных воинов, но встретили ожесточённое сопротивление, были разбиты и потерпели сокрушительное поражение. После победы над ташкентским ополчением Таваккул не стал вступать в сражение с Убайдуллой, братом Абдуллы-хана, который выступил из Самарканда. В результате Таваккул был вынужден отступить, и его первая попытка захватить Ташкент окончилась неудачей.
Тауекель, продемонстрировав выдающиеся военные способности, добился значительных успехов, одержав несколько важных побед. В результате его походов некоторые города Туркестана вошли в состав Казахского ханства.

## Итог
В 1586 году Тауекель разгромил ополчение Ташкента, но когда против него выступил из Самарканда брат бухарского хана Абдуллы Убайдаллах, Тауекель не принял сражение и поспешно отступил. Так, первая попытка Тауекеля овладеть Ташкентом закончилась неудачей.
Военный поход Тауекеля  1586 года закончился неудачей.
Казахский историк Султанов подчеркивает, что казахский хан проявил исключительную настойчивость в достижении главной цели своей внешней политики — овладение Присырдарьинскими городами, но благоприятная обстановка сложилась для этого лишь в 1597–98 годах.

## Предположение
Есть предположение что Ташкентское восстание 1588, когда был приглашён для поддержки султан Джан-Али, то что восстание, по мнение Т.И. Султанова, было предпринято Таввакнул ханом, однако М. Х. Абусеитова была другого мнения. Ташкентцев поддержали сыновья Хакк-Назар-хана, Мунгатай-султан и Дин-Мухам-мед-султан. 
Но ташкентское восстание было подавлено и Ташкент остался под властью бухарского хана Абдуллы.

## Последствия
В 1598 году Тауекель хан начал большой поход на Бухарское ханство, завоевал временно захватил Ташкент и Самарканд, но во время осады Бухары был ранен стрелой, войска его были разгромлены, и бежал в Туркестан, где и скончался.
В 1602 году Бухарское ханство вело борьбу против Сефевидского Ирана и казахских владетелей, и войска Сефевидского Ирана были разгромлены в битве при Балхе, но борьба за Ташкент с Турсун-ханом продолжилась с переменным успехом до 1624  года, когда он был казнен Есим-ханом.

## См. Также
Казахско-бухарская война (1598)

Казахско-бухарские сражения (1612–1624)